# Nijlpaardenbrug
De Nijlpaardenbrug (brug 1907) is een ophaalbrug voor voetgangers en fietsers uit 1987 in Amsterdam-Centrum.
De brug ligt over het Entrepotdok en werd aangelegd in de periode dat de pakhuizen van het dok werden omgebouwd tot woningen. Er kwam toen ook een wandel- en fietsroute tussen de Plantage en Oostelijke Eilanden. De bruggen in deze omgeving hebben dierennamen, zo is er de Ezelsbrug, de Witte Katbrug, de Pelikaanbrug en de Zebrabrug. Ontwerper van de Nijlpaardenbrug is Dirk Sterenberg, die na een periode bij de Dienst der Publieke Werken als zelfstandig (brug-)architect was gaan werken. Er werd bezuinigd, daarom moest Sterenberg een bovenbouw van elders hergebruiken. (Duivendrechtsevaart en Haarlemmertrekvaart).
De naamgeving is bijzonder. Een bewoner uit de omgeving wist te vertellen dat hier ooit nijlpaarden hadden gelopen van een schip bij het Entrepotdok naar Artis aan de Plantage Kerklaan. Hij opperde de naam en wilde die aanschouwelijk maken door nabij de brug een nijlpaardengroep van graniet te plaatsen. De naam is er gekomen, de beeldengroep niet. Voor de naamborden van de dierenbruggen ontwierp graficus Piet Schreuders het lettertype.
Voor voetgangers en fietsers is de brug vrij steil vanaf de kade van het Entrepotdok. Sterenberg diende rekening te houden met de waterbus waarmee in die jaren korte tijd geëxperimenteerd is; de doorvaarthoogte werd gesteld op 2,89 meter. Die hoogte bleek later onnodig; de waterbus werd lager uitgevoerd dan voorzien. De brug is geschilderd in de kleuren geel, rood, blauw en zwart; het ondersteunde beton is lichtgrijs. 
De brug aan het andere eind van de Plantage Kerklaan, de Lau Mazirelbrug, is eveneens versierd met beelden van nijlpaarden uitgevoerd door Adrianus Remiëns.
In IJburg werd in de 21e eeuw de Nijlpaardenschutsluis gebouwd; deze kreeg wel het beeld van een nijlpaard als blikvanger.

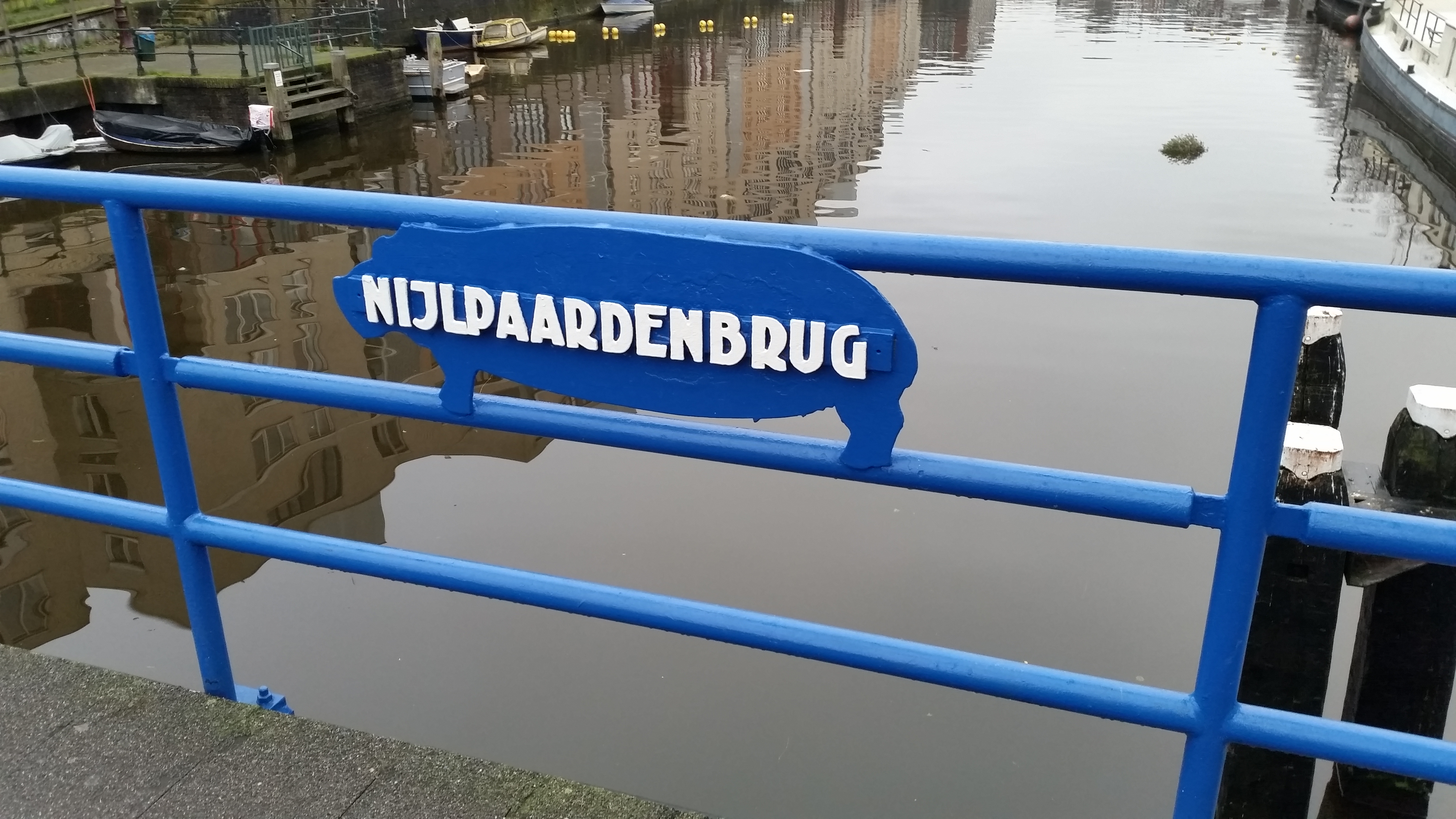
Naamplaat (januari 2020)

<<< · 1900 · 1901 · 1902 · 1904 · 1906 · 1907 · 1908 · 1909 · 1910 · 1911 · 1913 · 1914 · 1915 · 1916 · 1917 · 1919 · 1920 · 1922 · 1923 · 1925 · 1927 · 1929 · 1930 · 1931 · 1932 · 1933 · 1935 · 1936 · 1937 · 1938 · 1939 · 1940 · 1941 · 1942 · 1944 · 1945 · 1946 · 1947 · 1948 · 1949 · 1950 · 1951 · 1952 · 1953 · 1954 · 1955 · 1956 · 1957 · 1958 · 1959 · 1960 · 1961 · 1962 · 1963 · 1964 · 1965 · 1966 · 1967 · 1968 · 1969 · 1970 · 1971 · 1972 · 1973 · 1974 · 1975 · 1976 · 1977 · 1978 · 1979 · 1980 · 1981 · 1982 · 1983 · 1984 · 1985 · 1986 · 1987 · 1988 · 1989 · 1990 · 1991 · 1992 · 1993 · 1994 · 1995 · 1996 · 1997 · 1998 · 1999 · >>>
Brugnummers 1903, 1905, 1912, 1918, 1921, 1924, 1926, 1928, 1934, 1943 zijn niet (meer) in gebruik (januari 2021)